# 비칼바로역
비칼바로역(스페인어: Vicálvaro)은 마드리드 지하철 9호선의 역이다. 마드리드 비칼바로 구의 로스 아르티예로스 거리, 다로카 대로, 산 시프리아노 거리가 만나는 교차로에 위치해 있다. 요금구역 상으로는 A구역에 속한다.

## 역사
1998년 12월 1일 9호선이 푸에르타 데 아르간다 역까지 연장되면서 문을 열었다.

## 환승 정보
역 주변에 버스 정류장이 총 다섯 곳 있다.
버스
- 시내버스
  - 4, 100, 106, 130, E3번 노선 (주간)
  - N7번 노선 (야간)
- 시외버스
  - 287번 노선 (주간)
  - N203번 노선 (야간)

지하철
| 마드리드 지하철               | 마드리드 지하철       | 마드리드 지하철                |
| ----------------------------- | --------------------- | ------------------------------ |
| 발데베르나르도 파코 데 루시아 | 마드리드 지하철 9호선 | 산 시프리아노 아르간다 델 레이 |